# Linh kiện điện tử thụ động
Linh kiện điện tử thụ động là một linh kiện điện tử hoạt động nhờ vào năng lượng đã có, bao gồm
- Điện trở
- Tụ điện
- Cuộn cảm

Có những thiết bị điện tử hoàn toàn thụ động, cấu tạo từ các linh kiện điện tử thụ động, không cần được cung cấp nguồn điện như:
- Máy thu radio tinh thể loại cổ, một máy thu radio AM.
- Bộ lọc thụ động, một bộ lọc điện tử làm từ các linh kiện thụ động.

Ngược lại với các linh kiện thụ động, các linh kiện chủ động từ cần nguồn năng lượng để hoạt động.